# Конкурс молодых музыкантов «Евровидение-1982»
Евровидение для молодых музыкантов 1982 (англ. Eurovision Young Musicians 1982) — первый конкурс молодых музыкантов «Евровидение», который прошёл в Великобритании в 1982 году. Финал конкурса состоялся 11 мая 1982 года в Зале свободной торговли в Манчестере. Победу на конкурсе одержал участник из ФРГ Маркус Павлик, играющий на фортепиано. Музыканты из Франции и Швейцарии заняли второе и третье место соответственно. Примечательно, что ФРГ в этом году выиграла сразу два конкурса Евровидение — песни и данный конкурс.
Организатором конкурса выступила английская национальная телекомпания BBC и Европейский вещательный союз. В конкурсе приняли участие молодые музыканты в возрасте до 20 лет из 6 стран (Австрии, Великобритании, Германии, Норвегии, Франции, Швейцарии).

## Место проведения

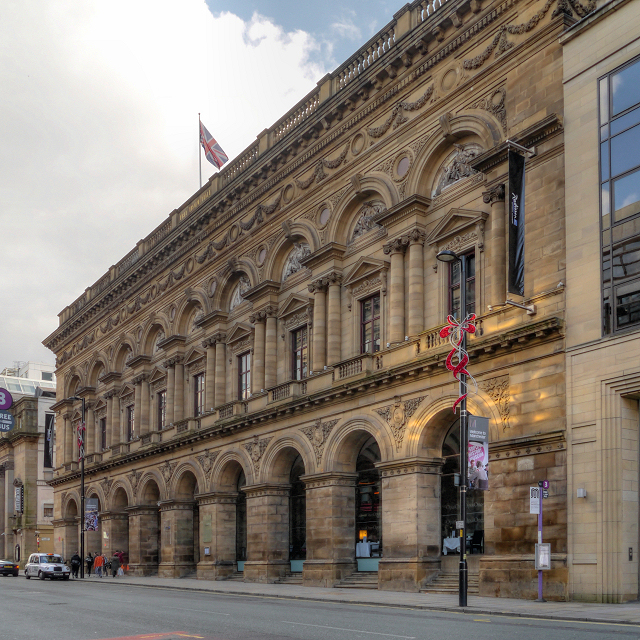
Фасад Зала свободной торговли

Местом проведения первого конкурса был выбран полумиллионный Манчестер в Великобритании. Финал конкурса прошёл в Зале свободной торговли, построенном в 1853—1856 годах по проекту Эдварда Уолтерса. Здание двухэтажное, построено в стиле итальянского палаццо. На втором этаже находится аркада, богато покрытая орнаментом. Орнамент аркады включает в себя резные фигурки, изображающие свободную торговлю, искусство, производство и коммерцию.

## Формат
К участию в конкурсе допускаются молодые музыканты в возрасте от 10 до 19 лет включительно, с учётом того, что в день проведения финала им не исполнится 20 лет. Причем участниками могут стать только соло-исполнители, не задействованные на профессиональной основе (то есть не получающие прибыли от выступлений). Музыкальный инструмент и программу участник выбирает по своему усмотрению.
Оценивает выступления конкурсантов профессиональное жюри, каждый член которого обязан присудить баллы от 1 до 10 каждому исполнителю. После всех выступлений участников жюри объявляет тройку победителей. Обладатель первого места получает денежный приз в размере £1000.

### Ведущий и оркестр
Ведущим первого конкурса стал английский телеведущий, продюсер, режиссёр и импресарио Хамфри Бертон. Хамфри вел шоу на трех языках (английском, немецком и французском).  Участникам конкурса аккомпанировал северный симфонический оркестр BBC под руководством английского дирижёра Брайдена Томсона.

### Жюри
В состав профессионального жюри вошло 11 человек:
- Аргео Квадри (Председатель)
- Герхард Вимбергер
- Мигель Анхель Эстрелла
- Алан Ходдинотт
- / Миша Майский
- Франс Вестер
- Гуннар Рогстад
- Карол Дон-Рейнхарт
- Ханс Хайнц Штукеншмидт
- Жан-Клод Казадезюс
- Эрик Таппи

## Участники
| № | Страна         | Участник        | Инструмент | Произведение (Композитор)                     | Результат    |
| - | -------------- | --------------- | ---------- | --------------------------------------------- | ------------ |
| 1 | Великобритания | Анна Маркленд   | Фортепиано | Piano Concerto No.2 (Сергей Рахманинов)       | —            |
| 2 | Франция        | Поль Мейер      | Кларнет    | Clarinet Concerto No.2 (Карл Мария фон Вебер) | Второе место |
| 3 | Норвегия       | Атле Спонберг   | Скрипка    | Violin Concerto No.1 (Никколо Паганини)       | —            |
| 4 | Швейцария      | Бетранд Роулет  | Фортепиано | Piano Concerto No.2 (Дмитрий Шостакович)      | Третье место |
| 5 | Австрия        | Леонард Кабизек | Кларнет    | Clarinet Concerto (Вольфганг Амадей Моцарт)   | —            |
| 6 | ФРГ            | Маркус Павлик   | Фортепиано | Piano Concerto No.1 (Феликс Мендельсон)       | Победитель   |

1. ↑  Дания, Норвегия, и Финляндия и Швеция отправили в этом году совместного участника, выступавшего от Норвегии